# Острівська сільська рада (Сокальський район)
Острівська сільська рада — колишній орган місцевого самоврядування у Сокальському районі Львівської області. Адміністративний центр ради — село Острів.

## Загальні відомості
Водоймища на території, підпорядкованій даній раді: річка Солокія.

## Населені пункти
Сільській раді підпорядковані населені пункти:
- с. Острів
- с. Бережне
- с. Борятин
- с. Добрячин
- с. Рудка

## Склад ради
Рада складається з 22 депутатів та голови.

### Керівний склад попередніх скликань
| ПІБ                   | Основні відомості                                                                               | Дата обрання | Дата звільнення |
| --------------------- | ----------------------------------------------------------------------------------------------- | ------------ | --------------- |
| Дидак Іван Григорович | Сільський голова, 1953 р.н., освіта середня спеціальна, член Конгресу Українських Націоналістів | 26.03.2006   | 31.10.2010      |
| Дидак Іван Григорович | Сільський голова, 1953 р.н., освіта середня спеціальна, член Конгресу Українських Націоналістів | 31.10.2010   |                 |

Примітка: таблиця складена за даними джерела